# 4-es villamos (Budapest)
A budapesti 4-es jelzésű villamos a Széll Kálmán tér és Újbuda-központ között közlekedik a Nagykörúton keresztül. A viszonylatot a Budapesti Közlekedési Zrt. közlekedteti a Budapesti Közlekedési Központ megrendelésére. Útvonalának nagy része megegyezik a 6-os villamoséval, ezért a köznyelvben szokás együtt 4–6-os ("négyes-hatos") néven említeni őket. A két járat egymással összehangolt menetrend szerint közlekedik. Európa legforgalmasabb villamosvonal-párosa: munkanapokon csúcsidőben a két vonalon 2014-ben átlagosan 220 ezer, 2021-ben pedig napi 330-350 ezer fő utazott.

## Története
1897. november 4-én indult el a Boráros tér és az Eskü (napjainkban: Március 15.) tér között, az akkori szokások szerint számjelzés nélkül. 1903. október 14-én útvonala meghosszabbodott, így a Petőfi tér – Nagykörút – Eskü tér – Petőfi tér útvonalon körjárati jelleggel közlekedett. 1910-ben ezt a vonalat 4-es számjelzéssel látták el. 1919. augusztus 15-én szűnt meg.
Legközelebb csak 1924. május 31-étől indult újra, ekkor már a BSzKRt (beszkárt) üzemeltetése alatt a Boráros tér – Nagykörút – Margit híd – Török utca útvonalon. Két évvel később útvonala a Margit körúton át az Új Szent János Kórházig (napjainkban: Szent János Kórház) hosszabbodott. 1935. augusztus 12-én útvonala módosult: a BSzKRt megjelentette „Új viszonylatvezetés a Nagykörúton” című rendeletét, melynek egyik változtatása a 4-es lerövidítése volt az Új Szent János Kórház – Nyugati pályaudvar szakaszra, majd innen a Berlini (ma Nyugati) tér érintésével haladt vissza Budára. A második világháború kitörésekor a Nyugati pályaudvarig közlekedtették, végül 1941. június 16-án a 6-os villamos Széll Kálmán térig való meghosszabbításával megszüntették.
1947. november 16-án indult újra a Margit hídon a pesti és a budai hídfő között ingajáratként. Ez volt akkor az egyetlen járat, ami a hídon járt, így a BSzKRt három-öt kocsis villamosokat közlekedtetett rajta. Félreállási lehetőség a két hídfőnél volt, itt egy-egy villamos várakozott. 1948. július 28-án közlekedett utoljára, mert augusztus 1-jén átadták a Margit hidat.
1950. április 1-jén megnyílt a pontonhíd a Horthy Miklós (ma: Petőfi) híd közelében, ezért új járatot indítottak 4-es jelzéssel, hogy a híd helyén ideiglenesen épült gyaloghíd budai végét a Verpeléti (ma: Karinthy Frigyes) úton keresztül a Móricz Zsigmond körtérrel összekösse. Június 18-ától csak a híd nyitvatartási idejében, reggelente és délutánonként közlekedett. 1951 februárjában kihasználatlanság miatt megszüntették.
1951. április 30-án a csepeli gyorsvasút megnyitásához kapcsolódó felszíni forgalmi változások következtében a 66A betétjárat (Török utca – Margit híd – Nagykörút – Boráros tér) jelzése 4-esre módosult, útvonala annyiban változott, hogy a Nagykörútról a Mester utcán és az azóta felszámolt Markusovszky úton át a Közvágóhíd végállomásig közlekedett. A Petőfi híd átadásával 1952. november 22-étől a Móricz Zsigmond körtérig közlekedett. Félreállási lehetőségként fordítóhurok épült a Goldmann György téren a Nyúl-dombon, ami 2000-ig volt aktív. Ugyanekkor bevezették a vonalon az éjszakai üzemet, a villamosok északon a Moszkva térig (napjainkban Széll Kálmán tér) meghosszabbítva közlekedtek, később pedig a Déli pályaudvarig jártak. 1959-ig a Lágymányosi lakótelep nagy része felépült, ezért az FVV (Fővárosi Villamosvasút) április 30-án felavatta a Schönherz Zoltán úti (ma: Október huszonharmadika utca) villamospályát, amin a 4-es vonalát meghosszabbították: a Petőfi híd után az új vonalszakaszon folytatta útvonalát, majd a Fehérvári útra kanyarodva egészen a budafoki kocsiszínig közlekedett. Ekkor az éjszakai üzem megszűnt, helyette a 6-os járt éjszaka, továbbá a nappali 6-os a Móricz Zsigmond körtérig hosszabbodott.
Útvonalát 1960. április 11-én az FVV Albertfalva, kitérő végállomásig rövidítette, de 1963. január 1-jén a budafoki Dózsa György (ma: Városház) térig hosszabbították. Ekkor indult el a 4A jelzésű betétjárata a Petőfi híd és a Margit híd budai hídfői között. December 16-án új villamos-végállomást adtak át Lágymányosi lakótelep néven a Schönherz Zoltán úton, ezért elindult a 4B villamos, ami a Margit híd budai hídfőjétől közlekedett idáig. 1964. február 3-án összevonták a két betétjáratot, így az új 4A már a Lágymányosi lakótelep végállomásig közlekedett.
1966. június 12-én bevezették a 4-es és 4A vonalon a kalauz nélküli közlekedést.
1971. március 7-én a szentendrei HÉV Margit hídtól a Batthyány térig tartó kéreg alatti szakaszának építése miatt a 4-es és a 4A villamos útvonalát északon a Török utcán és a Frankel Leó úton a Császárfürdő végállomásig hosszabbították, ahonnan kis gyaloglással elérhető volt a lerövidített HÉV ideiglenes, Duna-parti végállomása. 1972-ben, az M2-es metróvonal második szakaszának átadásával a 4-es végállomása a Moszkva (Széll Kálmán) tér és a Lágymányosi lakótelep (ma: Újbuda-központ) lett, a 4A villamos megszűnt.
1978. március 20. és szeptember 30. között a Margit hidat és a Mártírok útját (ma Margit körút) átépítették, ezért ekkor a Szent István körúton volt a villamosok végállomása. A Moszkva térig (napjainkban: Széll Kálmán tér) pótlóbusz szállította az utasokat.
1979. május 3. és 1980. június 13. között épült át a Boráros tér, a Petőfi híd és szélesedett ki az Irinyi József utca – Október huszonharmadika utca tengely. Ezalatt a nagykörúti villamosok ideiglenesen a Mester utcánál végállomásoztak.
A Combinók forgalomba állítása előtt korszerűsítették a villamospályát is. Néhány helyszínen növelték a pálya ívsugarát, a megállók peronszintjét az új villamos padlószintjéhez igazították, a peronon megjelölték az ajtók helyét, azonban a felújítás nem sikerült tökéletesen: felsővezeték-szakadások és áramszedőtörések is történtek. A Combinók többször is meghibásodtak, jellemzően az ajtók visszanyitó-automatikája romlott el.

## Járművek
1960-tól kezdve Ganz UV-k típusú motorkocsikból alkotott szerelvények közlekedtek a vonalon. Eleinte két motorkocsival, később egy közbeiktatott pótkocsival. 1970. január 2-ától Ganz csuklós villamosok közlekedtek vonalakon. A férőhelyük kevésnek bizonyult, ezért 1971 januárjában kivonták a járműveket a forgalomból, ismét két UV motorkocsival és egy pótkocsival közlekedtek. 1978. április 28. és május 12. között történt meg az UV villamosok cseréje: ismét Ganz csuklósok váltották fel a régi villamosokat. Ettől kezdve azonban már két összecsatolt kocsi alkotott egy szerelvényt, amelyeket a tréfás szakzsargon "Góliátnak" nevezett. 2007-ig 17+17 Ganz csuklós villamos járt a vonalon.
2006. július 1-jén állt forgalomba az első két Siemens Combino Supra típusú villamos, a 2001-es és a 2002-es pályaszámú. A típuscsere 2007. május 8-án befejeződött a villamos vonalán. Korábban (2007 előtt) 17+17 Ganz csuklós villamos járt a vonalon, jelenleg 18 Combino van kiosztva a vonalra. A villamosokat a Hungária kocsiszínben tárolják.
A Combino villamosok futárosítása alatt besegítettek csatolt KCSV-k is.

## Útvonala
| Újbuda-központ felé |
| Széll Kálmán tér M vá. – Széna tér – Margit körút – Margit híd – Jászai Mari tér – Szent István körút – Nyugati tér – Teréz körút – Erzsébet körút – Blaha Lujza tér – József körút – Ferenc körút – Boráros tér – Petőfi híd – Irinyi József utca – Október huszonharmadika utca – Újbuda-központ M vá. |
| Széll Kálmán tér felé |
| Újbuda-központ M vá. – Október huszonharmadika utca – Irinyi József utca – Petőfi híd – Boráros tér – Ferenc körút – József körút – Blaha Lujza tér – Erzsébet körút – Teréz körút – Nyugati tér – Szent István körút – Jászai Mari tér – Margit híd – Margit körút – Széna tér – Széll Kálmán tér M vá. |

## Megállóhelyei
Az átszállási kapcsolatok között a Széll Kálmán tér és a Petőfi híd, budai hídfő között azonos útvonalon közlekedő 6-os villamos csak az elágazásnál van feltüntetve. A 4-es villamos vonalán kizárólag akadálymentes járművek közlekednek, a megállóhelyek a Boráros téri kivételével akadálymentesen megközelíthetők.
| 0  | Széll Kálmán tér M végállomás    | 30 | 17, 56, 56A, 59, 59A, 59B, 61 5, 16, 16A, 21, 21A, 22, 22A, 39, 91, 102, 116, 128, 129, 139, 140, 140A, 149, 155, 156, 221, 222 781, 782, 783, 784, 785, 786, 787, 789, 791, 793, 794, 795                               | Metróállomás, Autóbusz-állomás, Városmajor, Budai Várnegyed, Nemzeti Média- és Hírközlési Hatóság |
| 0  | Széna tér                        | 28 | 17 39 | Nemzetgazdasági Minisztérium, Mammut bevásárlóközpont, Millenáris Park |
| 2  | Mechwart liget                   | 26 | 17 11, 111 | Központi Statisztikai Hivatal, II. kerületi Polgármesteri Hivatal |
| 5  | Margit híd, budai hídfő H        | 24 | 17, 19, 41 9, 26, 91, 191, 226, 291 | HÉV-állomás, Margit híd, Szent Lukács gyógyfürdő, Országos Reumatológiai és Fizioterápiás Intézet, Budai Irgalmasrendi Kórház, Molnár János-barlang, Gül Baba türbéje, Bem mozi |
| 6  | Margitsziget / Margit híd        | 23 | 26, 226 | Margit híd, Margit-sziget |
| 8  | Jászai Mari tér                  | 21 | 2, 2B, 23 75, 76 9, 15, 26, 91, 191, 226, 291 | Margit híd, Miniszterelnöki Hivatal "Fehér ház", KINO mozi, Vígszínház |
| 10 | Nyugati pályaudvar M             | 19 | 72, 73 9, 26, 91, 191, 226, 291 S21 S50 Z50 S70 G70 Z70 S71 G71 S72 Z72 IC, EC, sebesvonat | Nyugati pályaudvar, Metróállomás, Westend bevásárlóközpont, Skála Metró áruház, Játékszín |
| 12 | Oktogon M                        | 17 | 105, 210, 210B | Metróállomás, Budapesti Operettszínház, Radnóti Miklós Színház, Thália Színház, Moulin Rouge, Mikroszkóp Színpad, Tivoli Színház, Kolibri Bábszínház, (Nagymező utcai színházi negyed), Ernst Múzeum, Művész mozi, Terror Háza, Budapest Bábszínház, Liszt Ferenc Zeneművészeti Egyetem, Royal Szálloda |
| 13 | Király utca / Erzsébet körút     | 15 | 70, 78 | Zeneakadémia, Royal Szálloda |
| 14 | Wesselényi utca / Erzsébet körút | 14 | 74 | Madách Színház, Wesselényi Utcai Bölcsőde, Óvoda, Általános Iskola és Gimnázium, II. Rákóczi Ferenc Közgazdasági Szakgimnázium, Madách Imre Gimnázium |
| 16 | Blaha Lujza tér M                | 13 | 28, 28A, 37, 37A, 62 74 5, 7, 7E, 8E, 99, 107, 108E, 110, 112, 133E, 217E | Metróállomás, Nemzeti Fogyasztóvédelmi Hatóság, Óbudai Egyetem-BGK, Corvin Áruház, New York-palota, Uránia Nemzeti Filmszínház, Szent Rókus Kórház, EMKE szálloda, Nemzeti szálloda |
| 17 | Rákóczi tér M                    | 11 | P+R | Metróállomás, Rákóczi téri vásárcsarnok, Jelky András Iparművészeti Szakgimnázium, Országos Rabbiképző – Zsidó Egyetem |
| 19 | Harminckettesek tere             | 10 | 72, 83 9 | |
| 21 | Corvin-negyed M                  | 8  | | Metróállomás, Corvin Budapest Filmpalota, Corvin Plaza, Corvin sétány, Iparművészeti Múzeum, Zászlómúzeum, Trafó – Kortárs Művészetek Háza, Holokauszt Emlékközpont |
| 22 | Mester utca / Ferenc körút       | 7  | 51, 51A | IX. kerületi Polgármesteri Hivatal |
| 23 | Boráros tér H                    | 5  | 2, 2B, 23 15, 54, 55, 212, 212A, 212B, 223E, 224, 224E, 255E | Petőfi híd, Autóbusz-állomás, HÉV-állomás, Mercure Budapest Duna Hotel, McDonald’s étterem |
| 25 | Petőfi híd, budai hídfő          | 3  | 6 107, 153, 154, 212, 212A, 212B 1172, 1173, 1174, 1175, 1176, 1177, 1183, 1184, 1185, 1188, 1189, 1190, 1193, 1194, 1201, 1205, 1212, 1215, 1216, 1229, 1251, 1253, 1254, 1257, 1268                                    | Petőfi híd, Műegyetem, ELTE Társadalomtudományi Kar (TÁTK), Természettudományi Kar (TTK) és Informatikai Kar (IK) |
| 27 | Budafoki út / Szerémi sor        | 2  | 33, 107, 133E, 153, 154, 212, 212A, 212B | Schönherz Zoltán Kollégium, MOL székház |
| 29 | Újbuda-központ M végállomás      | 0  | 17, 41, 47, 48, 56 33, 53, 58, 150, 150B, 153, 154, 212, 212A, 212B 1172, 1173, 1174, 1175, 1176, 1177, 1183, 1184, 1185, 1188, 1189, 1190, 1193, 1194, 1201, 1205, 1212, 1215, 1216, 1229, 1251, 1253, 1254, 1257, 1268 | Metróállomás, Fehérvári úti vásárcsarnok, Allee bevásárlóközpont, Református és evangélikus templom |

## Képgaléria

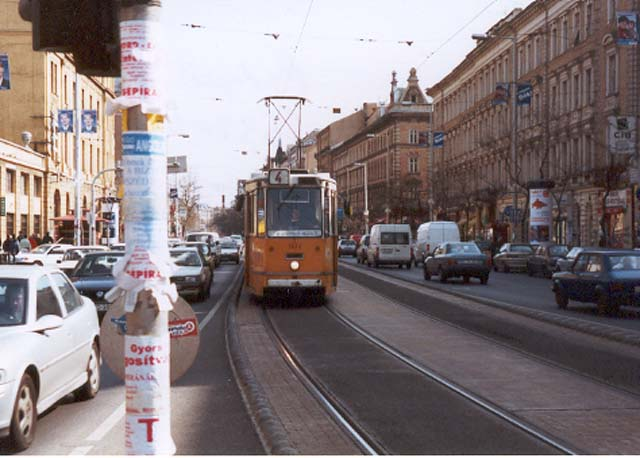
4-es villamos 2002-ben
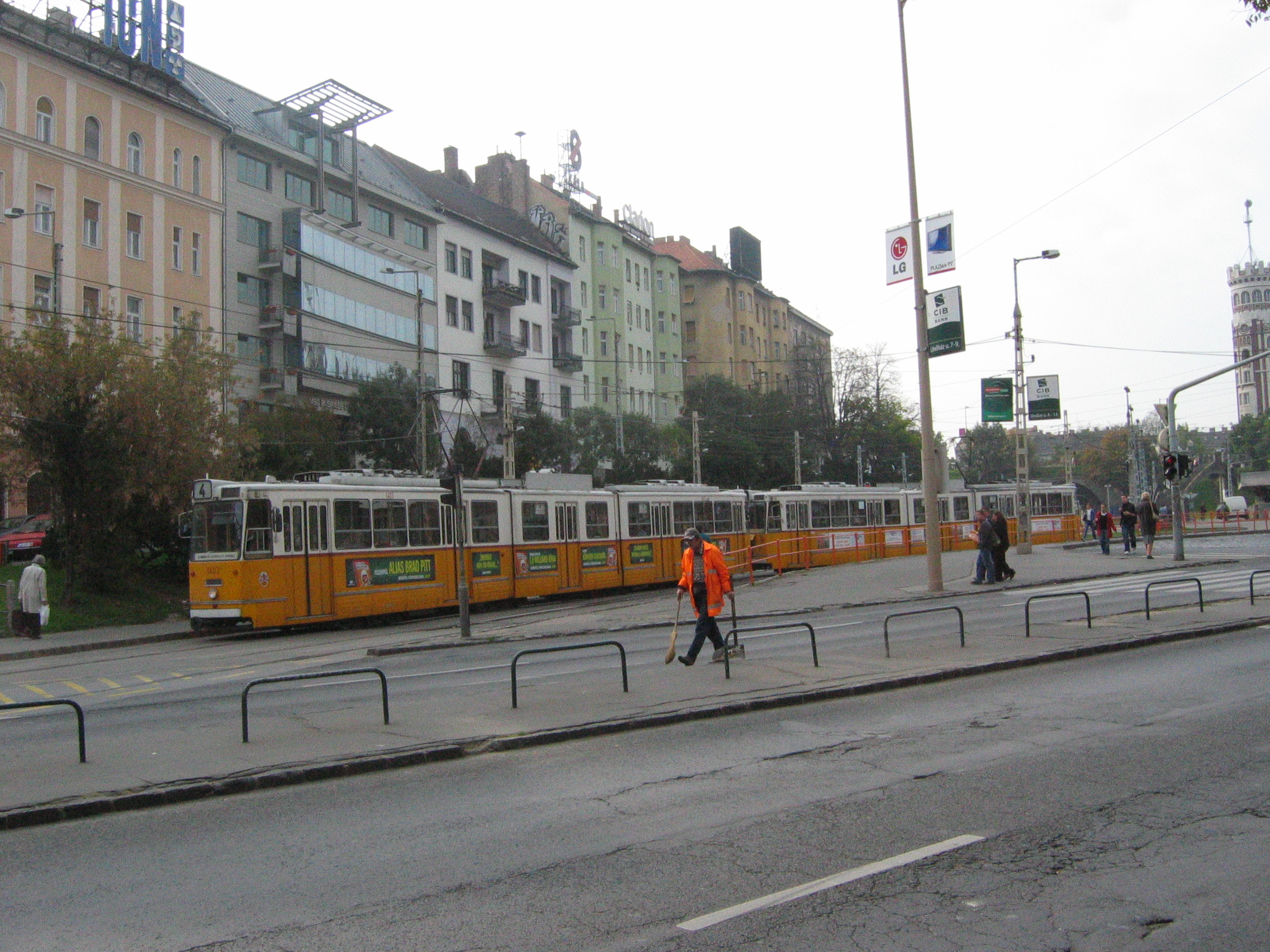
4-es villamos 2005-ben a Moszkva téren a Széna tér felé menet
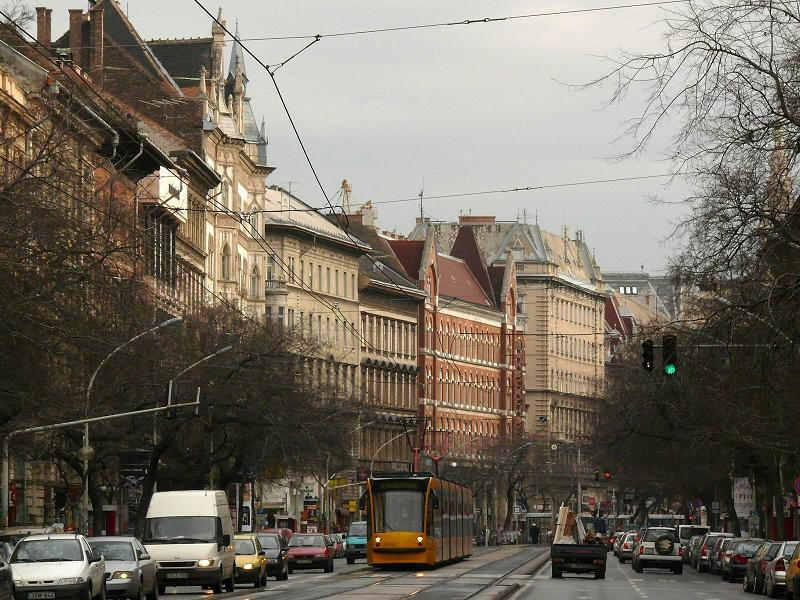
Siemens Combino a 4-es villamos vonalán az Erzsébet körúton
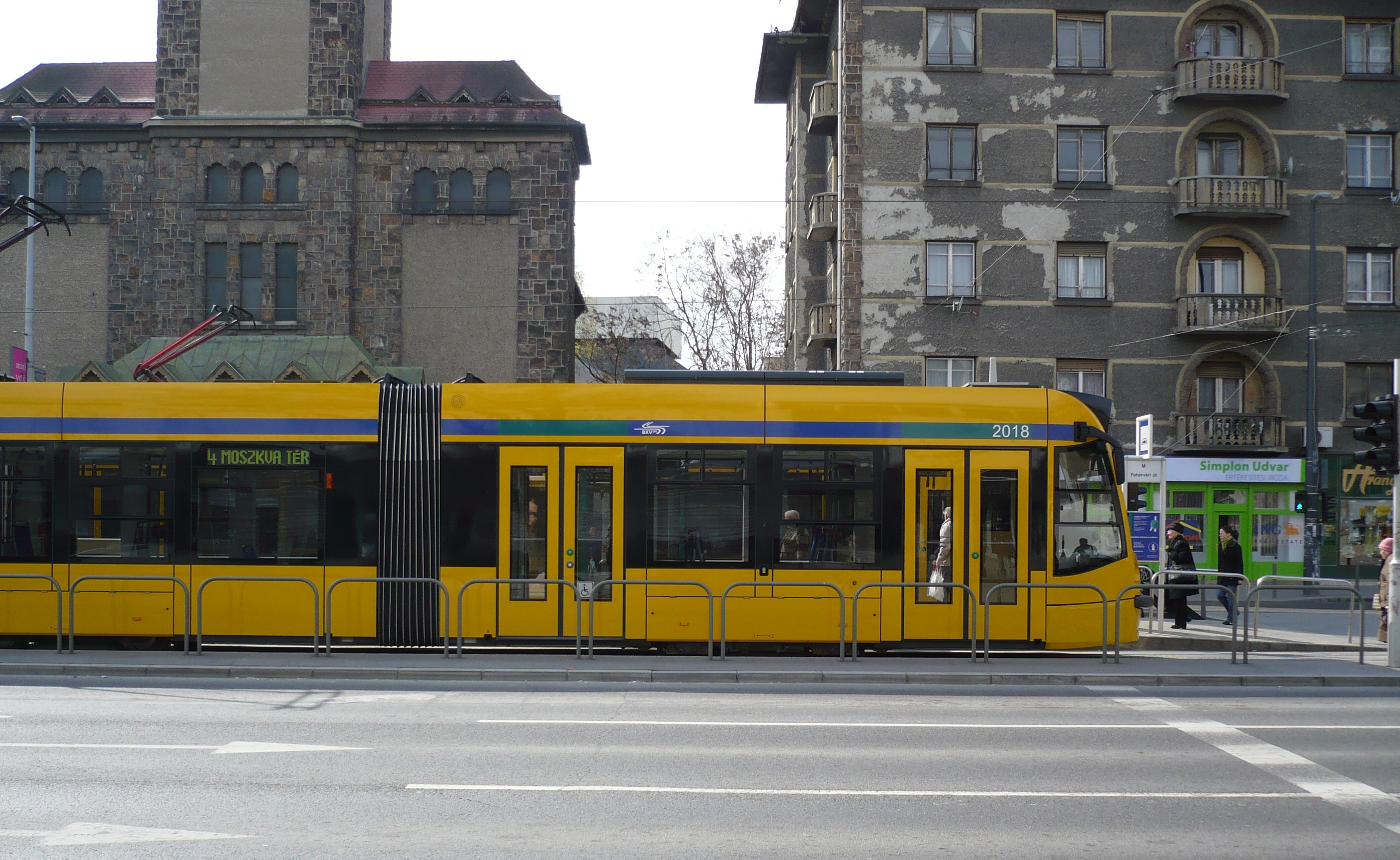
2018-as pályaszámú Combino Supra villamos a 4-es villamos Fehérvári úti végállomásán 2008-ban
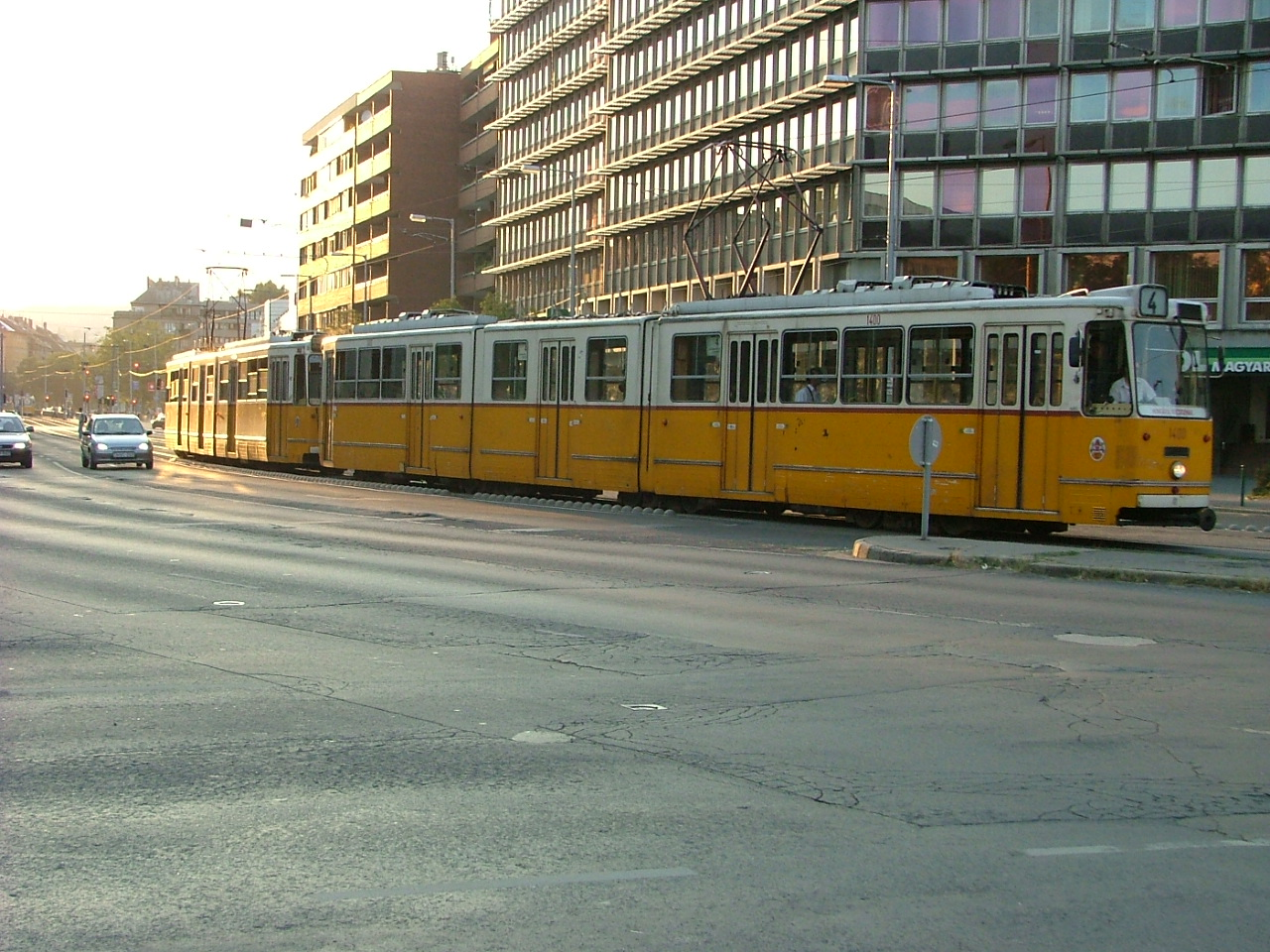
4-es villamos tart a Budafoki út megálló felé 2004-ben
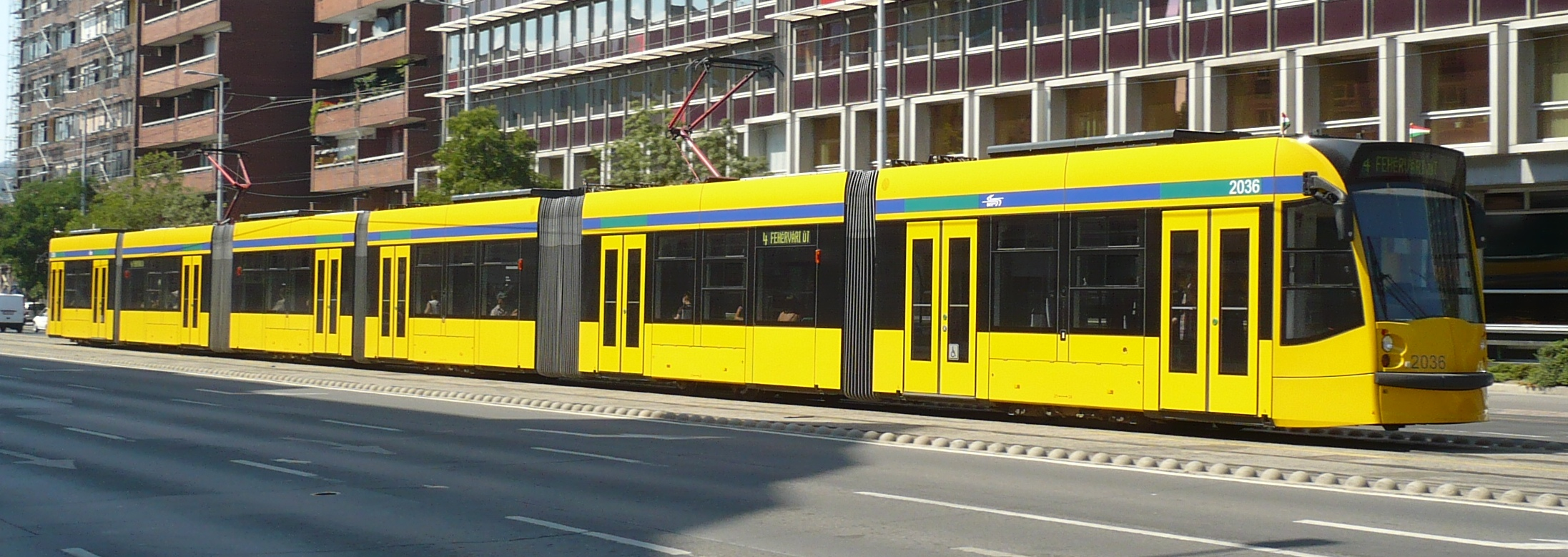
2036-os pályaszámú Combino Supra villamos a 4-es villamos vonalán
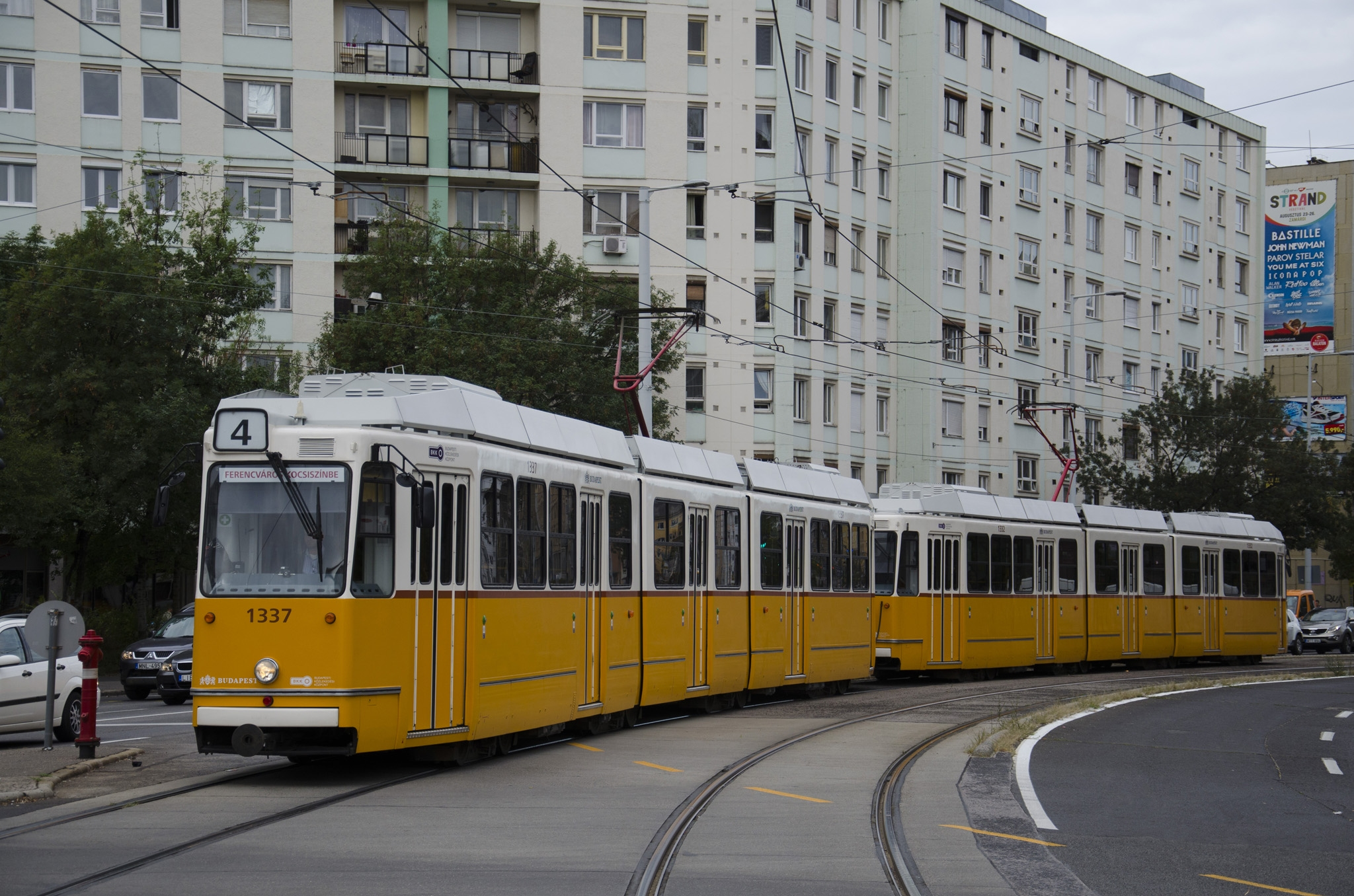
Csatolt KCSV–7 villamos az Október huszonharmadika utcában